# Leakesville
Leakesville är en stad i Greene County i den amerikanska delstaten Mississippi med en yta av 4,1 km² och en folkmängd, som uppgår till 1 026 invånare (2000). Leakesville är administrativ huvudort (county seat) i Greene County. Staden har fått sitt namn efter politikern Walter Leake.
Ståuppkomikern Bill Hicks grav finns på begravningsplatsen Magnolia Cemetery i Leakesville.